# Atelopus patazensis
Atelopus patazensis – gatunek płaza bezogonowego z rodziny ropuchowatych (Bufonidae), występujący wyłącznie w Peru. Na podstawie oceny z 2013 IUCN uznaje go za gatunek krytycznie zagrożony (CR, stan na 2024).
Gatunek po raz pierwszy został opisany naukowo przez Venegasa, Catenazziego, Siu-Ting i Carrilla w 2008. Znany tylko z lokalizacji typowej – potok Quebrada Los Alisos, niedaleko miejscowości Pataz, w regionie La Libertad, na wysokości około 2500–3000 m n.p.m. Ocenia się, że zasięg jego występowania jest nie większy niż 100 km².
Do 1999 wielokrotnie obserwowano osobniki dorosłe i kijanki w miejscu typowym. W 1999 zanotowano trzy żyjące dorosłe osobniki, pięć od niedawna nieżyjących i kilka ciał w stanie zaawansowanego rozkładu. W 2000 obserwacje przyniosły tylko jeden rekord – kijanki w głównym korycie Quebrada Los Alisos. W lipcu 2010 widziano dwa okazy i od tamtego czasu, poza jedną niezweryfikowaną informacją o dorosłym osobniku z Llacuabamba (około 40 km na południe od Pataz), A. patazensis nie odnotowano.
Badania na okazach znalezionych w 1999 dały pozytywny wynik na obecność grzyba z rodzaju Batrachochytrium, wywołującego chytridiomikozę. Była to prawdopodobnie główna przyczyna drastycznego spadku liczebności populacji tego gatunku. Poza chorobą grzybiczą sporym zagrożeniem dla tej ropuchy stał się przemysł wydobywczy, odprowadzający do wód płynących znaczne ilości metali ciężkich, zwłaszcza rtęci. Nie bez znaczenia są też zanieczyszczenia pochodzące z osad ludzkich.
Poza okresem rozrodczym, kiedy wchodzi do cieków, A. patazensis preferuje środowisko lądowe, gęsto zarośnięte. Jest to ropucha dość duża, porównując ją do innych Atelopus. Długość SVL (od końca pyska do kloaki) u samców wynosiła średnio 37,6 mm (przy próbie n=6), u samic 46,7 mm (przy próbie n=4). Głowa jest tak samo długa jak szeroka. Grzbiet pomarańczowy z nieregularnymi, czarnymi plamami bądź czarny z pomarańczowymi. Spód ciała jednolicie pomarańczowy.